# Стёжинский сельсовет
Стёжинский сельсовет — упразднённое сельское поселение в Сосновском районе Тамбовской области Российской Федерации.
Административный центр — село Стёжки.

## История
Статус и границы сельского поселения установлены Законом Тамбовской области от 17 сентября 2004 года № 232-З «Об установлении границ и определении места нахождения представительных органов муниципальных образований в Тамбовской области».
Законом Тамбовской области от 26 июля 2017 года № 128-З, 7 августа 2017 года были преобразованы, путём их объединения, Подлесный и Стёжинский сельсоветы — в Подлесный сельсовет с административным центром в селе Подлесное.

## Население
| 2010 | 2012 | 2013 | 2014 | 2015 | 2016 | 2017 |
| ---- | ---- | ---- | ---- | ---- | ---- | ---- |
| 895  | ↗899 | ↘896 | ↘867 | ↘829 | ↘815 | ↘793 |

## Состав сельского поселения
| № | Населённый пункт       | Тип населённого пункта       | Население |
| - | ---------------------- | ---------------------------- | --------- |
| 1 | Стёжинское лесничество | посёлок                      | 8         |
| 2 | Стёжки                 | село, административный центр | 887       |